# Děčany
Obec Děčany se nachází v okrese Litoměřice v Ústeckém kraji, zhruba 10 km severozápadně od Libochovic, 12 km severovýchodně od Loun a 14 km jihozápadně od Lovosic. Žije v ní 380 obyvatel. Rozkládá se v Dolnoharské tabuli, při jihovýchodním úpatí vrchu Baba (306 m); protéká jí Suchý potok.

## Historie
První písemná zmínka pochází z roku 1226.

## Obyvatelstvo
|                                                                       | 1869 | 1880 | 1890 | 1900 | 1910 | 1921 | 1930 | 1950 | 1961 | 1970 | 1980 | 1991 | 2001 | 2011 |
| --------------------------------------------------------------------- | ---- | ---- | ---- | ---- | ---- | ---- | ---- | ---- | ---- | ---- | ---- | ---- | ---- | ---- |
| Obyvatelé                                                             | 271  | 280  | 254  | 247  | 219  | 242  | 233  | 185  | 148  | 131  | 150  | 150  | 134  | 116  |
| Domy                                                                  | 40   | 43   | 48   | 49   | 48   | 49   | 50   | 50   | 86   | 41   | 41   | 48   | 48   | 47   |
| Data z roku 1961 zahrnují i domy z místních částí Lukohořany a Semeč. |      |      |      |      |      |      |      |      |      |      |      |      |      |      |

## Části obce
- Děčany
- Lukohořany
- Semeč
- Solany

## Galerie

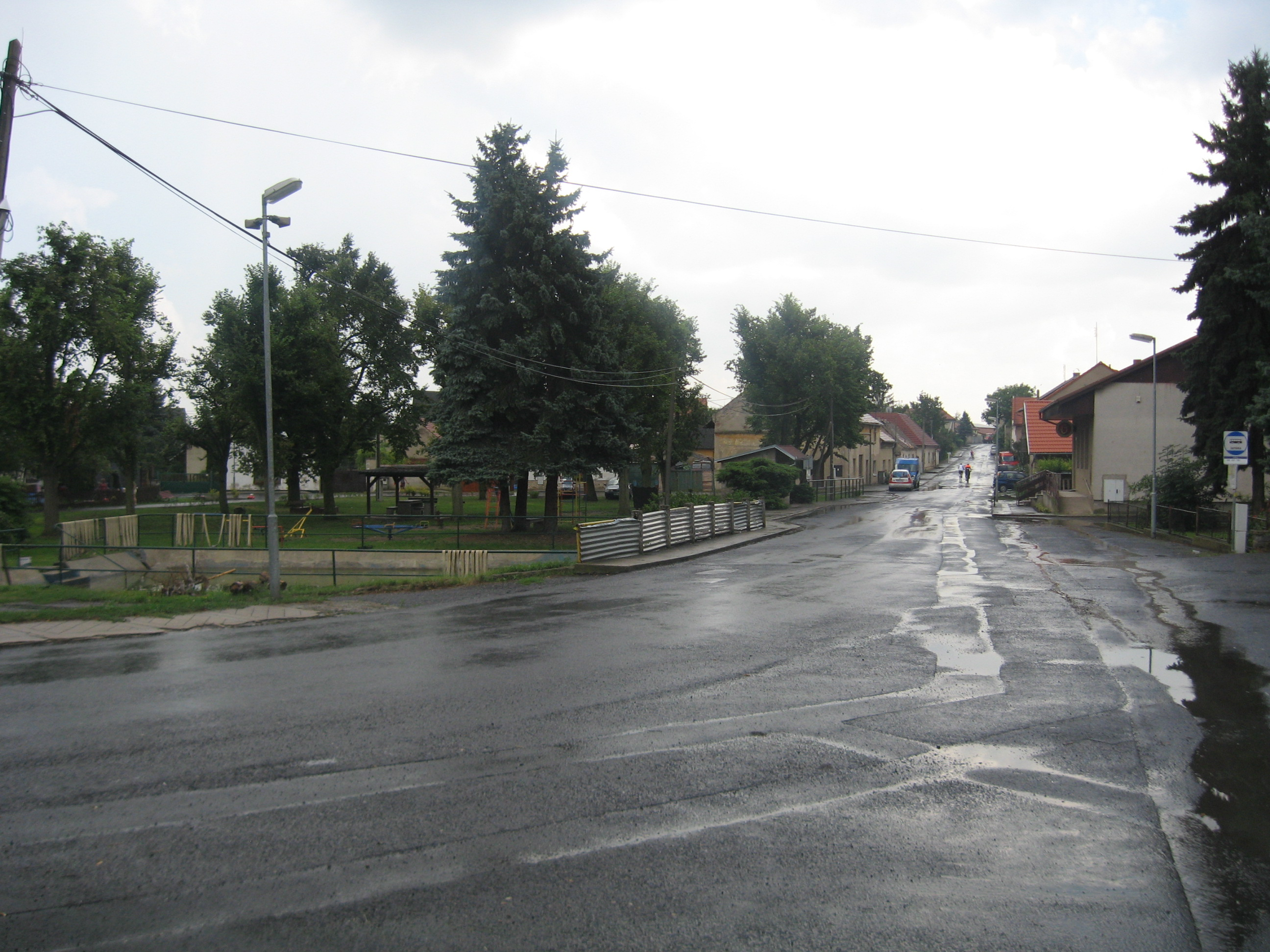
Náves
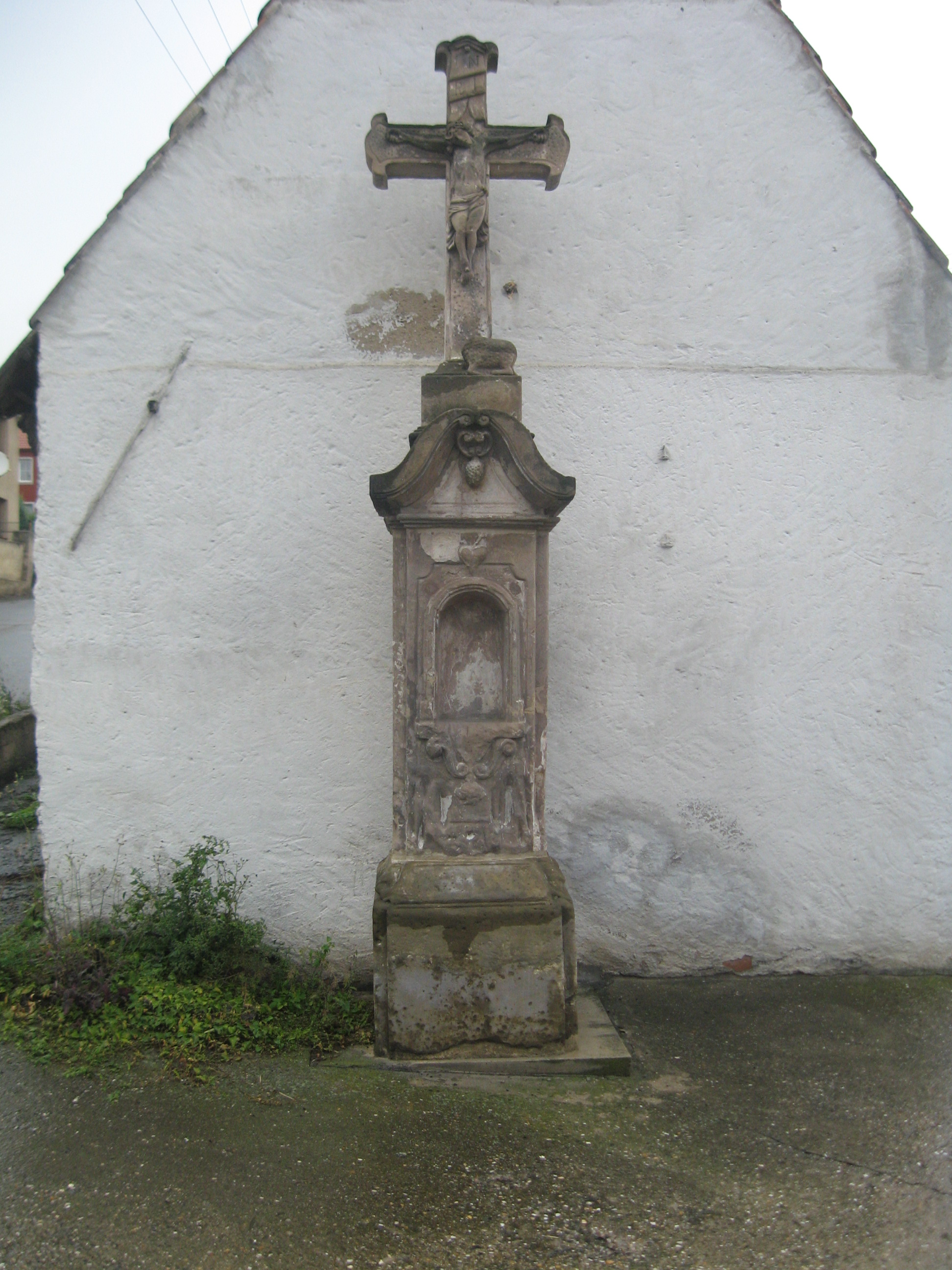
Barokní křížek